# May-Britt Moser
May-Britt Moser (ur. 4 stycznia 1963 w Fosnavåg) – norweska neurofizjolożka, dyrektor naukowa i profesor Kavli Institute for Systems Neuroscience na Norweskim Uniwersytecie Naukowo-Technicznym, laureatka Nagrody Nobla w dziedzinie fizjologii lub medycyny w 2014 roku za odkrycie GPS mózgu.
Studiowała psychologię na Uniwersytecie w Oslo, jest absolwentką studiów doktoranckich w zakresie neurofizjologii. Była adiunktem na Uniwersytecie Edynburskim, a następnie pracownikiem naukowym na Kolegium Uniwersyteckim w Londynie. Od 1996 wspólnie z mężem, Edvardem Moserem, pracuje na Norweskim Uniwersytecie Naukowo-Technicznym w Trondheim. W 2014 ona, jej mąż i John O’Keefe zostali uhonorowani Nagrodą Nobla w dziedzinie fizjologii lub medycyny za odkrycie heksagonalnej sieci komórek nerwowych („komórek sieci” w korze śródwęchowej) koordynującej układ odpowiedzialny za precyzyjną orientację w przestrzeni. May-Britt i Edvard Moserowie są piątym w historii małżeństwem, któremu przyznano Nagrodę Nobla.